# Bielke (Adelsgeschlecht)

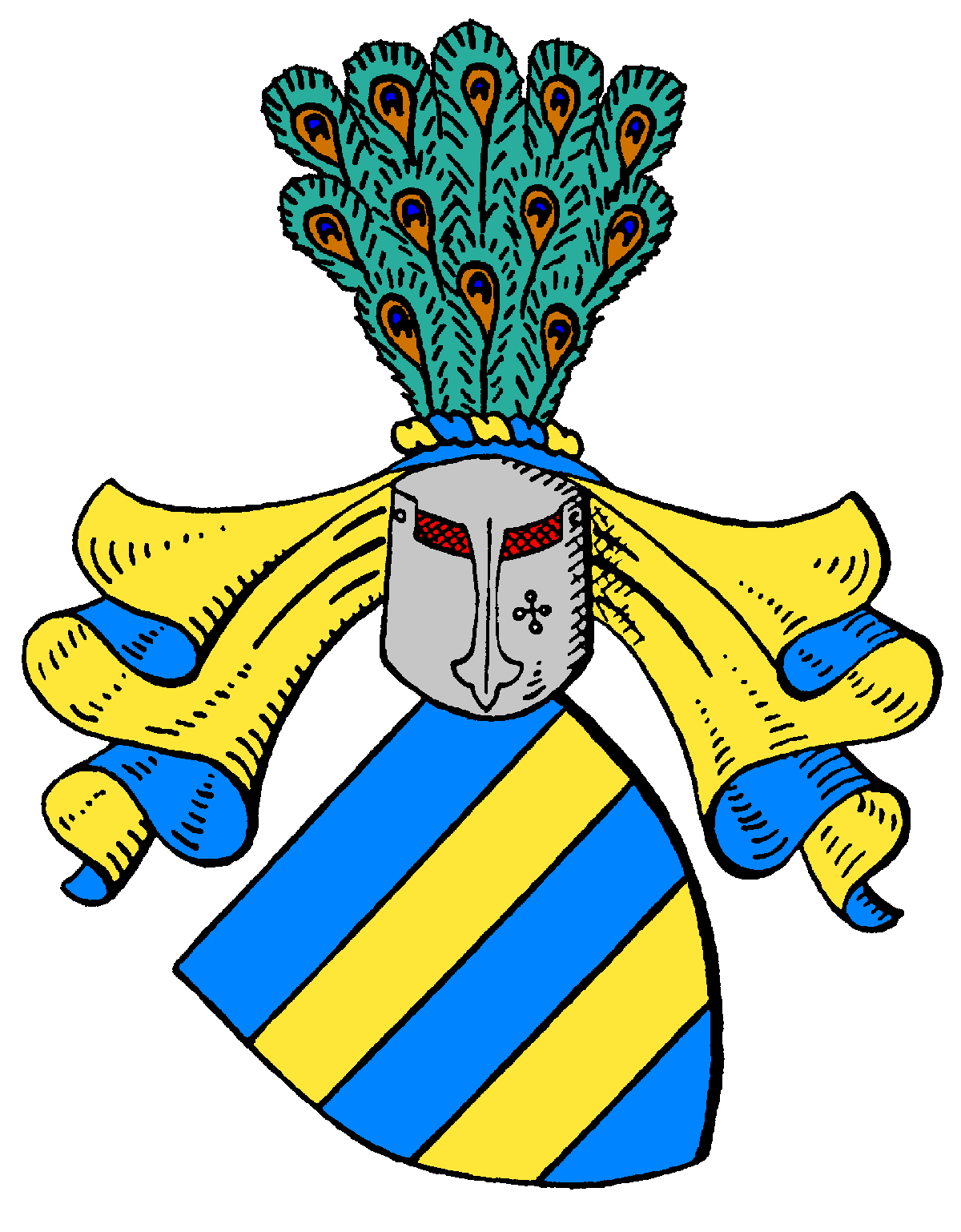
Stammwappen der Bielke

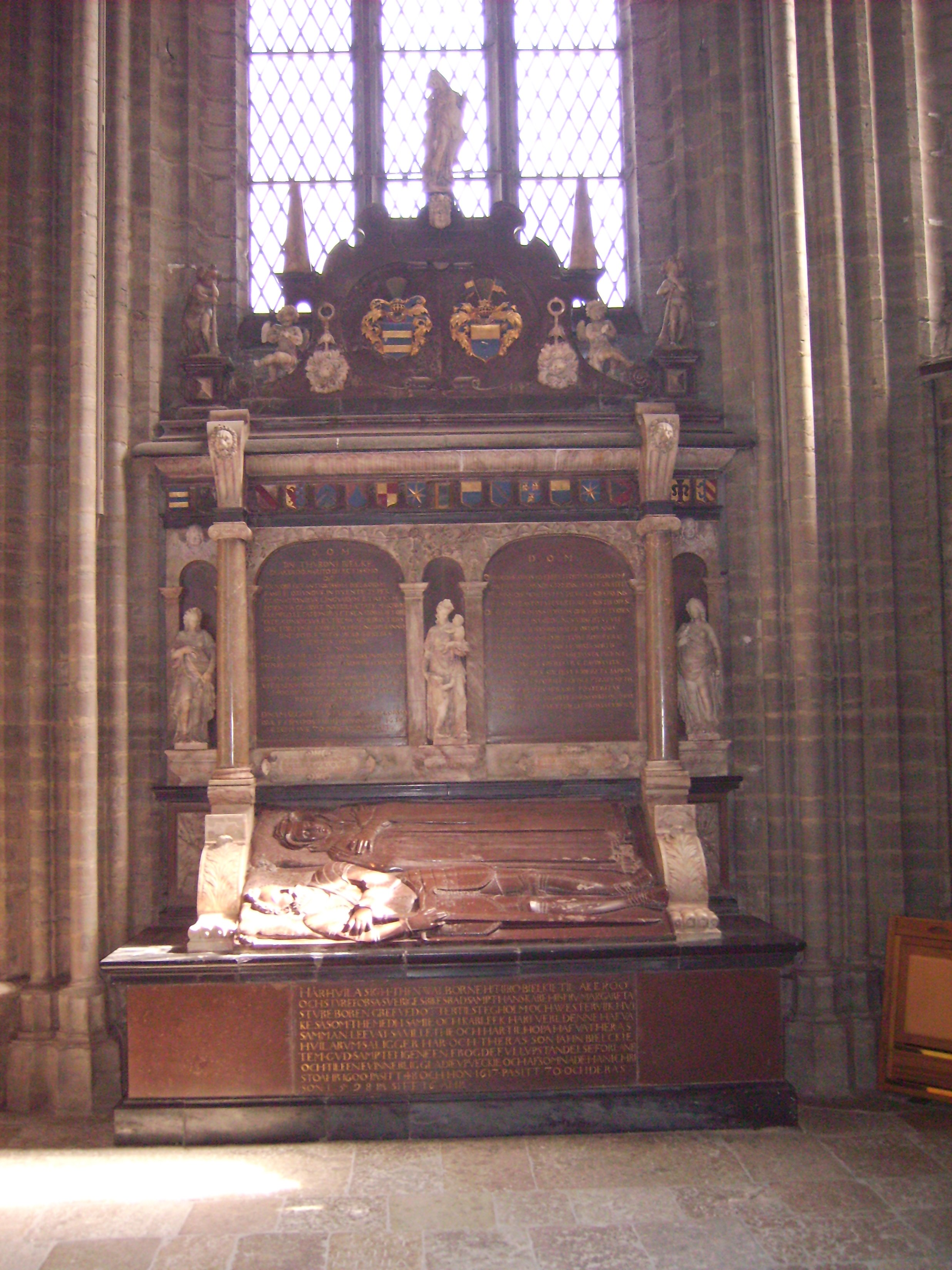
Grabmal von Ture Nilsson Bielke und Margareta Svantesdotter Sture von Willem van den Blocke um 1615

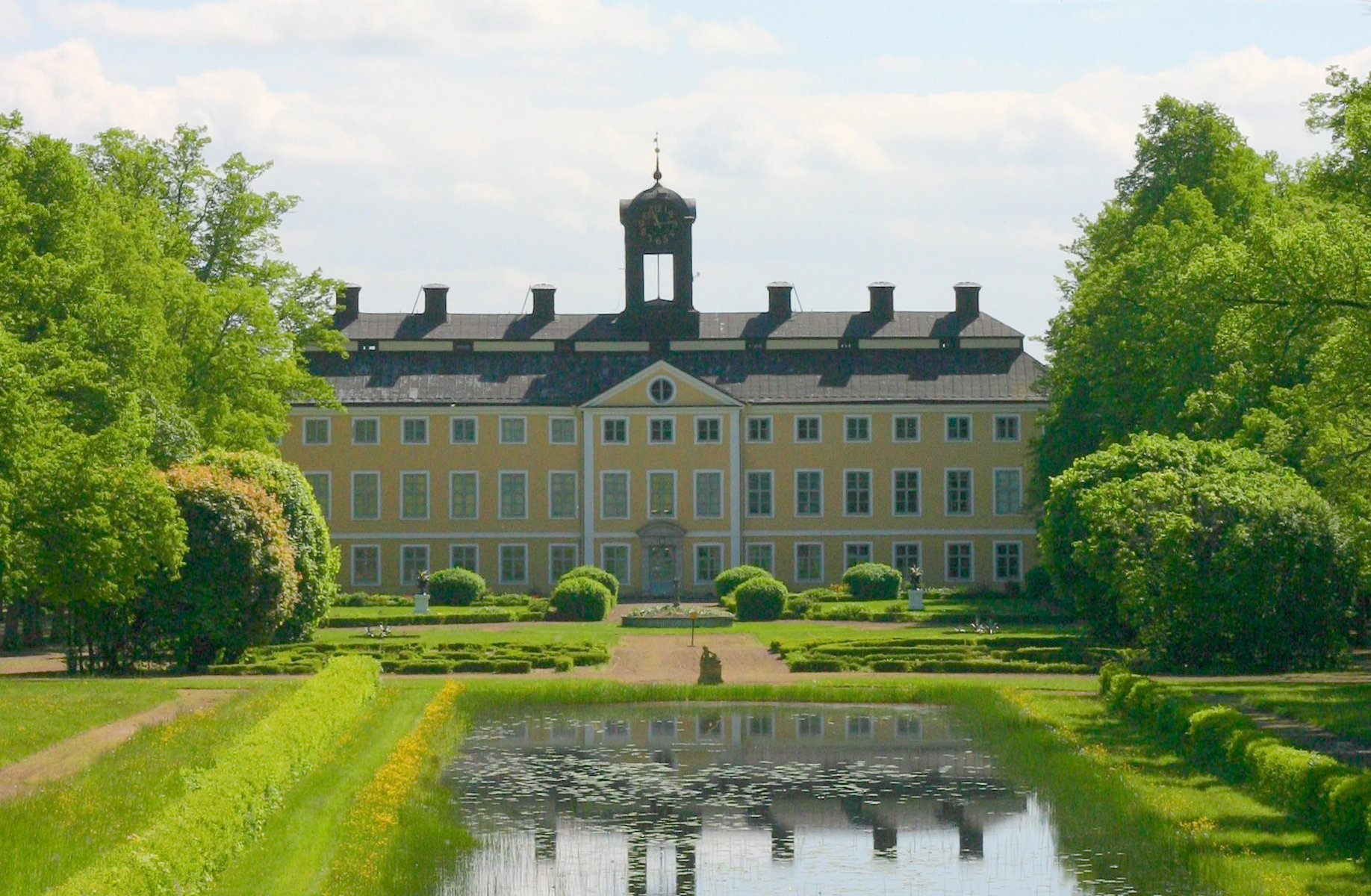
Schloss Sturefors, seit 1747 im Besitz der Familie

Bielke ist der Name eines schwedischen Adelsgeschlechts. Die Herren, Freiherren und Grafen Bielke zählen zu den ältesten, namhaftesten und einflussreichsten Geschlechtern des schwedischen Uradels. Zweige der Familie bestehen bis heute.
Es besteht keine nachgewiesene Stammesverwandtschaft zum Geschlecht Bjelke in Schonen, Dänemark oder Norwegen.

## Geschichte
Das Geschlecht stammt aus Småland bzw. Södermanland und erscheint zuerst mit Kettil, der eventuell mit Kettil Peterson urkundlich erwähnt in den Jahren 1266 und 1268, gleichzusetzen ist. Seine Söhne waren die Ritter Nils Kettilsson († nach 1279) und Ture Kettilsson († nach 1283).
Sten Turesson (Bielke), geboren um 1380 als Sohn des Ture Bengtsson (Bielke) und der Helena Magnusdotter (Sparre av Aspnäs), gestorben 1431, heiratete 1414 Margareta Karlsdotter (aus der Familie Sparre av Tofta), die Witwe des Knut Tordsson Bonde und hatte mit ihr zwei Söhne und eine Tochter. Aus ihrer ersten Ehe brachte Margareta Karlsdotter den Sohn Karl Knutsson Bonde (* 1408) mit, der auf dem Gutshof von Sten Turesson (Bielke) aufwuchs. Karl Knutsson Bonde wurde 1438–1440 Reichsverweser und 1448 vom schwedischen Adel zum König gewählt, unter dem Namen Karl VIII. Seine Halbschwester Birgitta Stensdotter (Bielke) heiratete Gustav Anundsson Sture und war die Mutter des späteren Reichsverwesers Sten Sture der Ältere.
Ture Pedersson Bielke († 1577) führte als erster des Geschlechts den Namen Bielke, bei den früheren Generationen setzt man den Namen gewöhnlich in Klammern, um die Person dem Geschlecht zuzurechnen. Hogenskild Bielke (* 1538; † 1605), wurde anlässlich der Krönung König Johann III. am 7. Oktober 1569 und Claes Bielke (* 1544; † 1623) am 19. Februar 1594 anlässlich der Krönung König Sigismund in den schwedischen Freiherrenstand gehoben. Sie traten auch unter den Namen Bielke af Åkerö oder Freiherren von Vik (friherre till Vik) auf.
Die Brüder Svante Bielke (* 1567; † 1609), schwedischer Reichskanzler und Nils Bielke (* 1569; † 1639), schwedischer Reichsrat, wurden 1608 in den schwedischen Freiherrenstand gehoben.
Mit Gunilla Bielke (* 1568; † 1597) brachte die Familie für die Jahre 1585 bis 1592 eine schwedische Königin hervor.
Der schwedische General, Generalgouverneur in Pommern und spätere Feldmarschall Freiherr Nils Bielke (1644–1716) wurde am 12. Oktober 1687 auf dem Stockholmer Schloss von König Karl XI. in den schwedischen Grafenstand erhoben und am 4. Februar 1689 auf dem Ritterhaus in die Grafenklasse introduziert (Nr. 29). Am 1. Juli 1688 nahm er zudem mit königlicher Erlaubnis den Reichsgrafenstand an.
Das Geschlecht Bielke spielte über mehrere Jahrhunderte eine sehr bedeutende Rolle in der schwedischen Geschichte. Noch heute besitzt die Familie umfangreiche Fideikommisse in Östergötland, darunter Schloss Sturefors.

## Wappen
Das Stammwappen zeigt in Blau zwei goldene Balken oder ist auch 3 Mal von Gold und Blau geteilt. Auf dem Helm mit blau-goldenen Decken ein Pfauenrad. Der schwedische Reichsrat Nils Turesson Bielke hatte im 14. Jahrhundert als Helmzier einen breitkrempigen Hut mit gezattelter Krempe, oben mit Pfauenfedern besteckt. Bei einer dänischen Linie dienen zwei wie der Schild bezeichnete Büffelhörner als Helmzier.

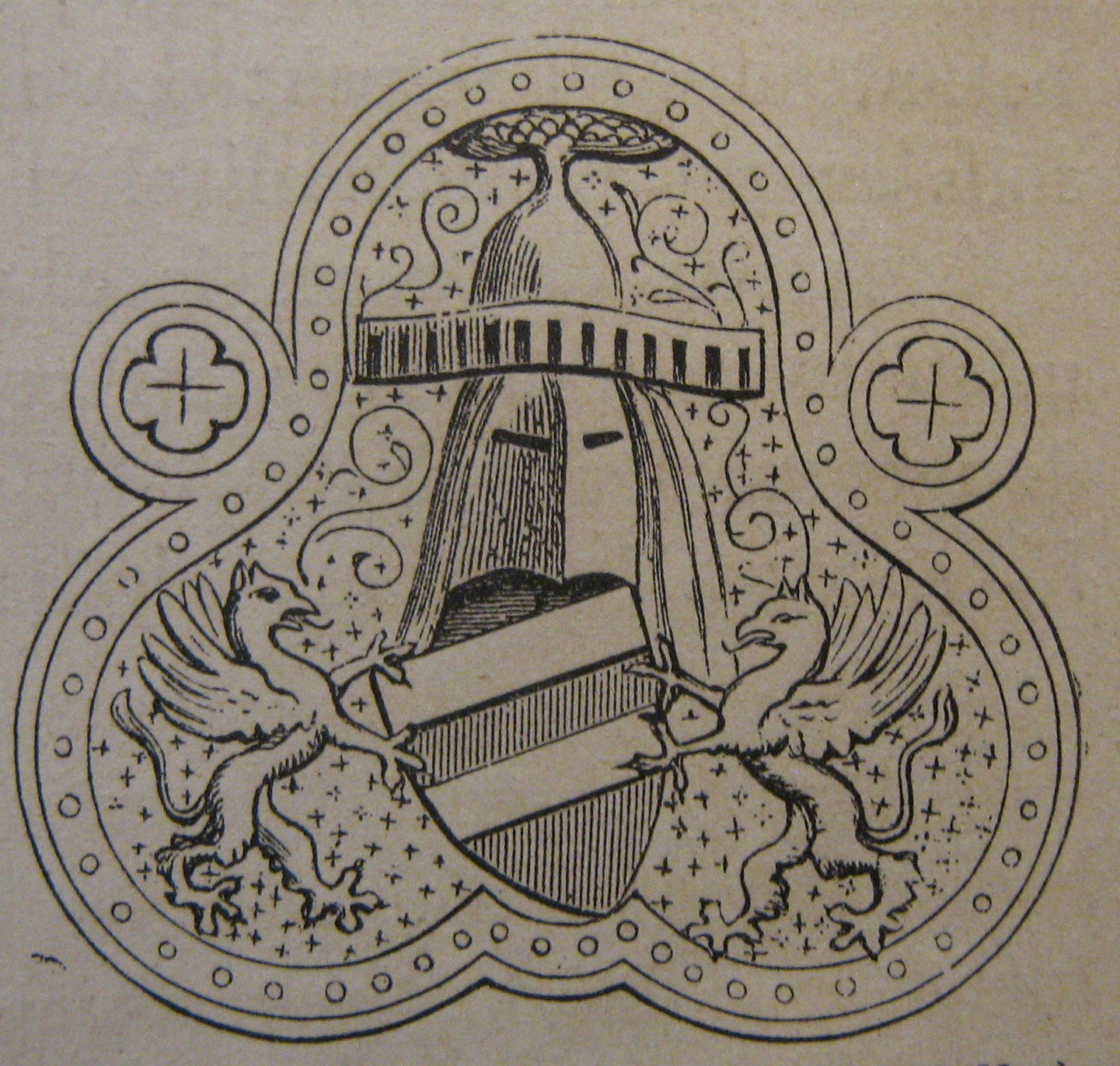
Wappen des Reichsrats Nils Turesson Bielke, 1364 tot
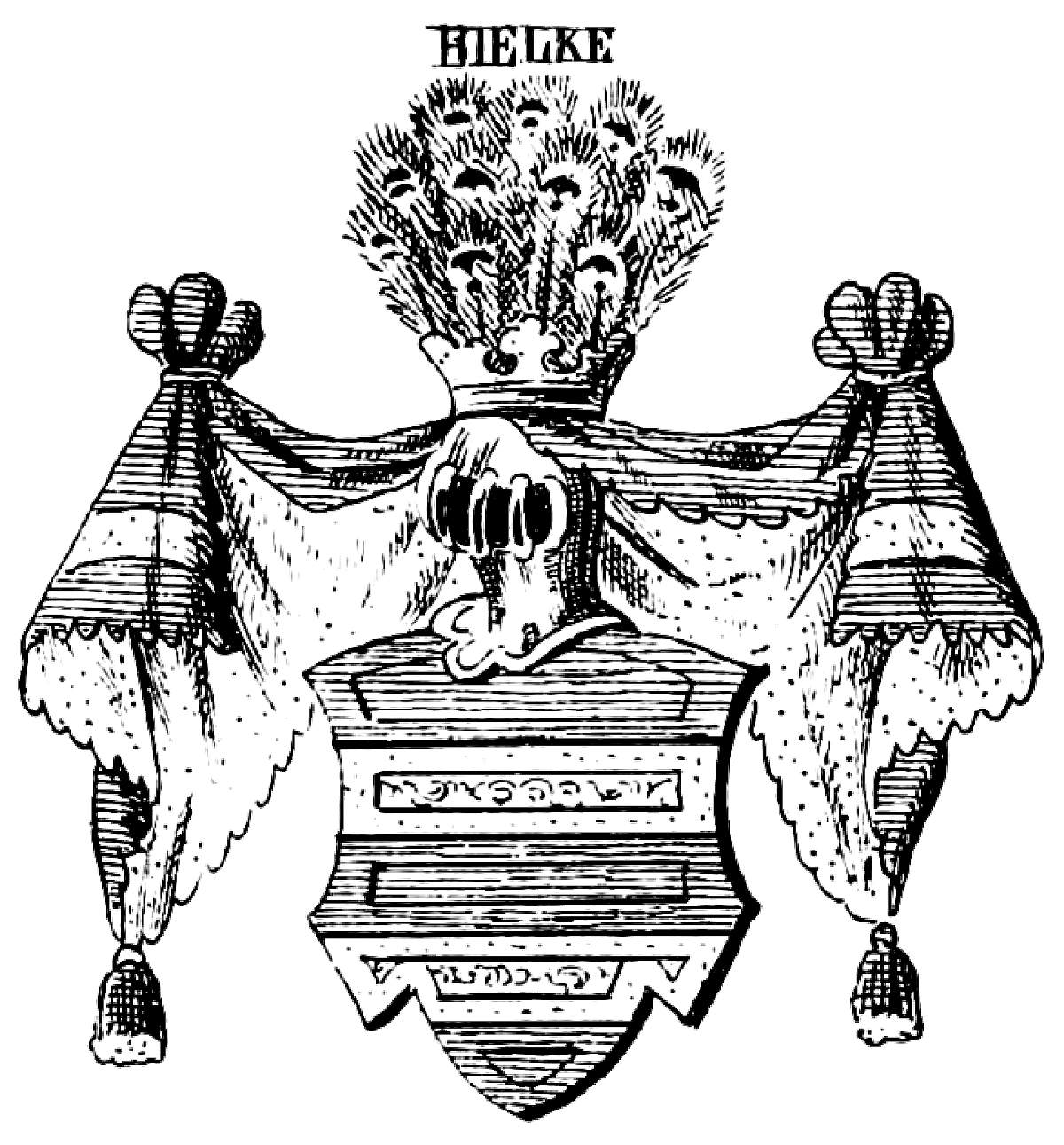
Wappen der preußischen Bielke in Siebmachers Wappenbuch 1878
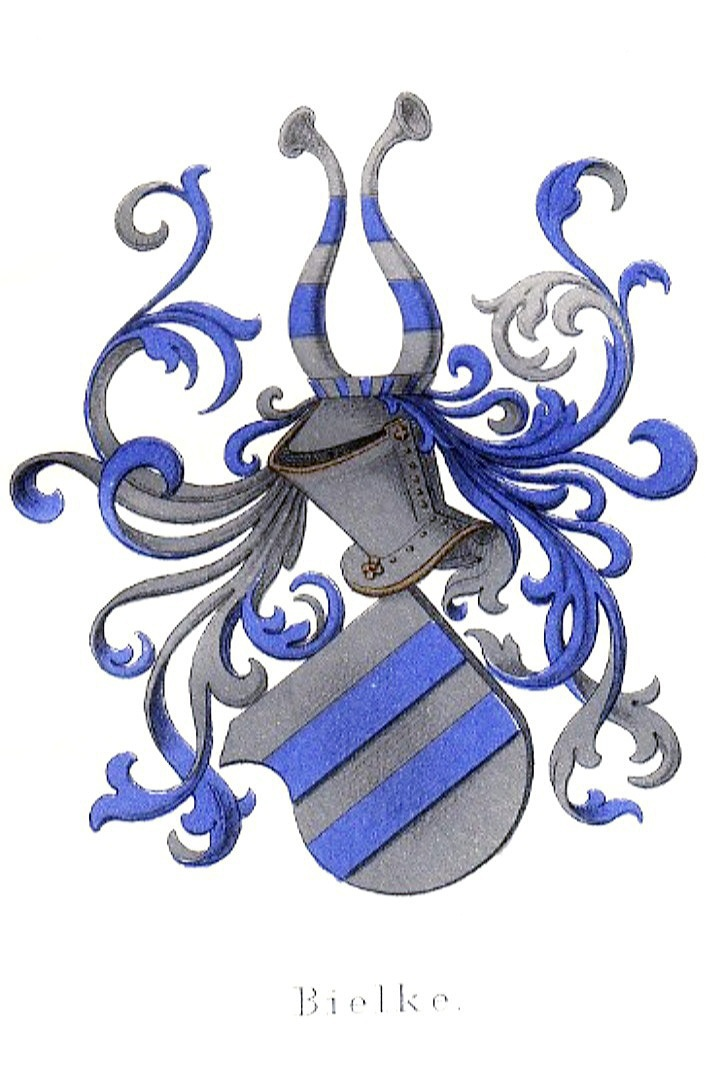
Wappen der dänischen Bielke in Danmarks Adels Aarbog 1886
Variante des Stammwappens

## Angehörige

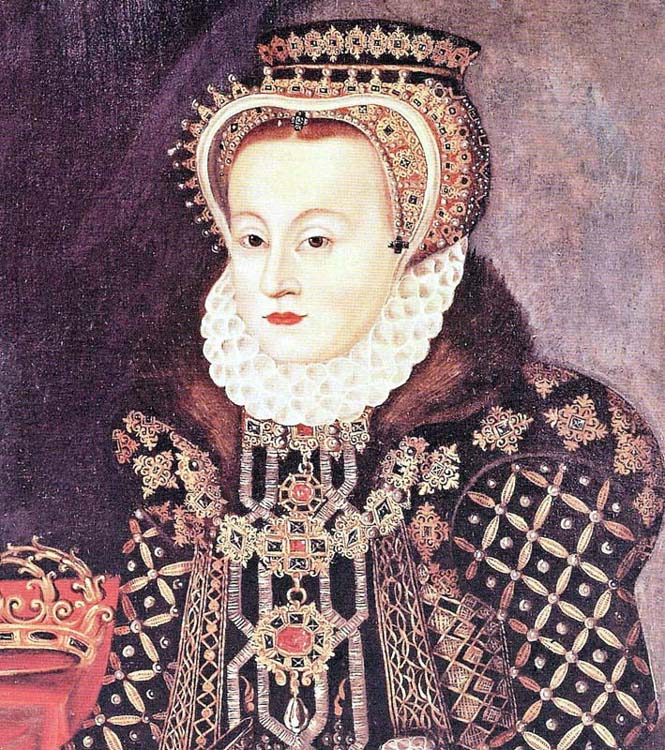
Gunilla Bielke (1568–1597), Königin von Schweden, Gemahlin von Johann III.

- Gunilla Bielke (1568–1597), schwedische Königin, Gemahlin von Johann III.
- Nils Turesson Bielke (1569–1639), schwedischer Staatsmann, Mitglied des Reichsrat
- Sten Svantesson Bielke (1598–1638), schwedischer Botschafter und Direktor der Protestantischen Union
- Sten Nilsson Bielke (1624–1684), schwedischer Staatsmann
- Nils Bielke (1644–1716), schwedischer General und Gouverneur von Schwedisch-Pommern
- Carl Gustaf Bielke (1683–1754), Sohn von Nils Bielke
- Nils Bielke, auch Nikolaus von Bielke, Nicolò Bielke (1706–1765), päpstlicher Kammerherr und römischer Senator
- Sten Carl Bielke (1709–1753), Mitbegründer der Königlich Schwedischen Akademie der Wissenschaften
- Ture Johan Bielke (1742–1792), Sohn von Sten Carl Bielke, Jurist, Reichsrat und beteiligter an der Mordverschwörung gegen König Gustav III. im Jahr 1793.